# 奧特沃茨克縣

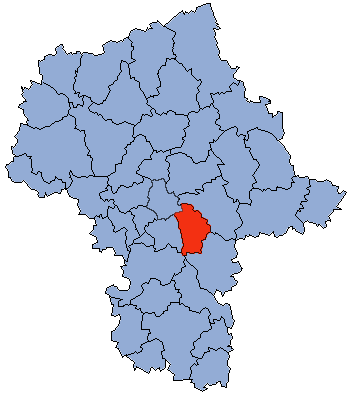

52°7′N 21°16′E / 52.117°N 21.267°E
奧特沃茨克縣（波蘭語：Powiat otwocki），是波蘭的縣份，位於該國中東部，由馬佐夫舍省負責管轄，首府設於奧特沃茨克，面積615平方公里，2006年人口116,086，人口密度每平方公里190人。